# KFC Lichtervelde
Koninklijke Football Club Lichtervelde, afgekort KFC Lichtervelde, is een Belgische voetbalclub uit Lichtervelde. De club is bij de KBVB aangesloten met stamnummer 4320 en heeft blauw-wit als clubkleuren. Football Club Lichtervelde sloot zich in 1947 aan bij de KBVB.

## Geschiedenis
KFC Lichtervelde degradeerde in 1982 uit de tweede provinciale West-Vlaanderen. 36 jaar later promoveerde de club terug naar deze reeks.

## Bekende (ex-)spelers
- Zbigniew Świętek